# Olle Meurling

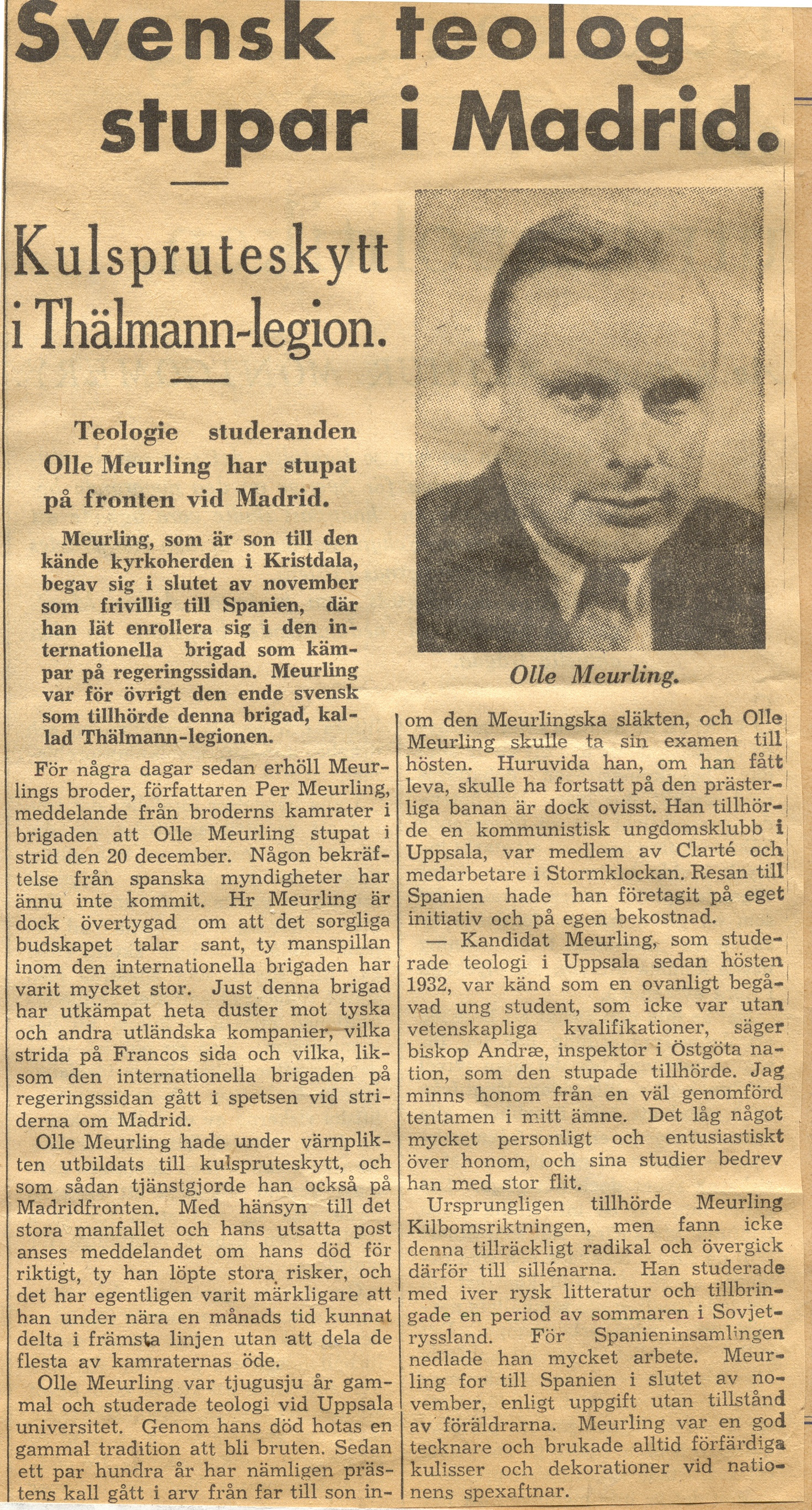
Obituario de Olle Meurling, 8 de enero de 1937

Olov 'Olle' Meurling (Uppsala, 13 de agosto de 1909–Boadilla del Monte, 19 de diciembre de 1936) fue un estudiante de teología y revolucionario, y el primer sueco registrado oficialmente en las Brigadas Internacionales antifascistas para luchar en España. 
Fue conocido durante muchos años como el primer sueco en morir en la guerra civil española, el 19 de diciembre de 1936 en Boadilla del Monte, en las afueras de Madrid tras solo cinco días en el frente. Su cuerpo fue recuperado en el campo de batalla el 25 de diciembre y fue enterrado al día siguiente en la fosa número 17 del cementerio de las Brigadas Internacionales en Fuencarral, también en las afueras de Madrid.
Era hijo de un sacerdote y hermano del conocido excomunista sueco Per Meurling. El abuelo era el hombre justo y vicario de Kristdala, diócesis de Linköping, Charodotes Meurling. En 1924, su padre, Erik Meurling, asumió el cargo de vicario en Kristdala. La línea final de su última carta a casa tomó el carácter de un llamamiento entre la juventud progresista sueca de la época: «Camaradas: mantengan encendida la llama roja», y tenía la siguiente redacción:

En el frente el 15/12.
¡Compañero! Que todavía estoy vivo. La guerra moderna no es un juego. Los fascistas también usan gas contra nosotros. Soporto bien las penalidades. Pero las noches son condenadamente frías. Nuestra entrada en Barcelona fue magnífica: Banderas rojas, música a la vanguardia y varios cientos de voluntarios de todos los países. La población se llenó de éxtasis. En todas partes nos han recibido con Red Front. Camaradas! Mantenga la llama roja encendida. ¡Los revolucionarios mueren, pero la revolución vive!
Ollie.
PD: pertenezco al batallón Thälmann.

El 22 de enero de 1937, la asociación de estudiantes Clarté organizó un servicio conmemorativo con una conferencia del hermano de Meurling, Per Meurling, sobre el tema «España en batalla», así como un poema homenaje escrito por Ture Nerman. La sala se llenó al máximo y se notó que todas las orientaciones políticas estaban representadas.
La carta y el destino de Meurling tomaron forma poética en 1939 en el poema Frivillig ('Voluntario') de Nils Bolander al que Tomas Ernvik puso música y grabó en 1971.
Tras el final de la guerra, en 1940, el régimen franquista hizo exhumar las tumbas del cementerio de las Brigadas Internacionales de Fuencarral, que contenían al menos 424 voluntarios muertos de unos 16 países, y arrojar los cuerpos a una fosa común cercana. Durante mucho tiempo se desconocía la ubicación exacta de esta fosa común, pero se cree que fue redescubierta en 2017.
Solo en la década de 1970 se supo que Edvard Wedin fue el primer sueco en morir en la guerra civil española en lugar de Meurling. Wedin recibió un disparo a principios de septiembre según lo revelado por información de los veteranos italianos en España. Más de 150 suecos murieron durante la guerra civil española entre 1936 y 1939.